# Miguel Vázquez Pesquera
               .

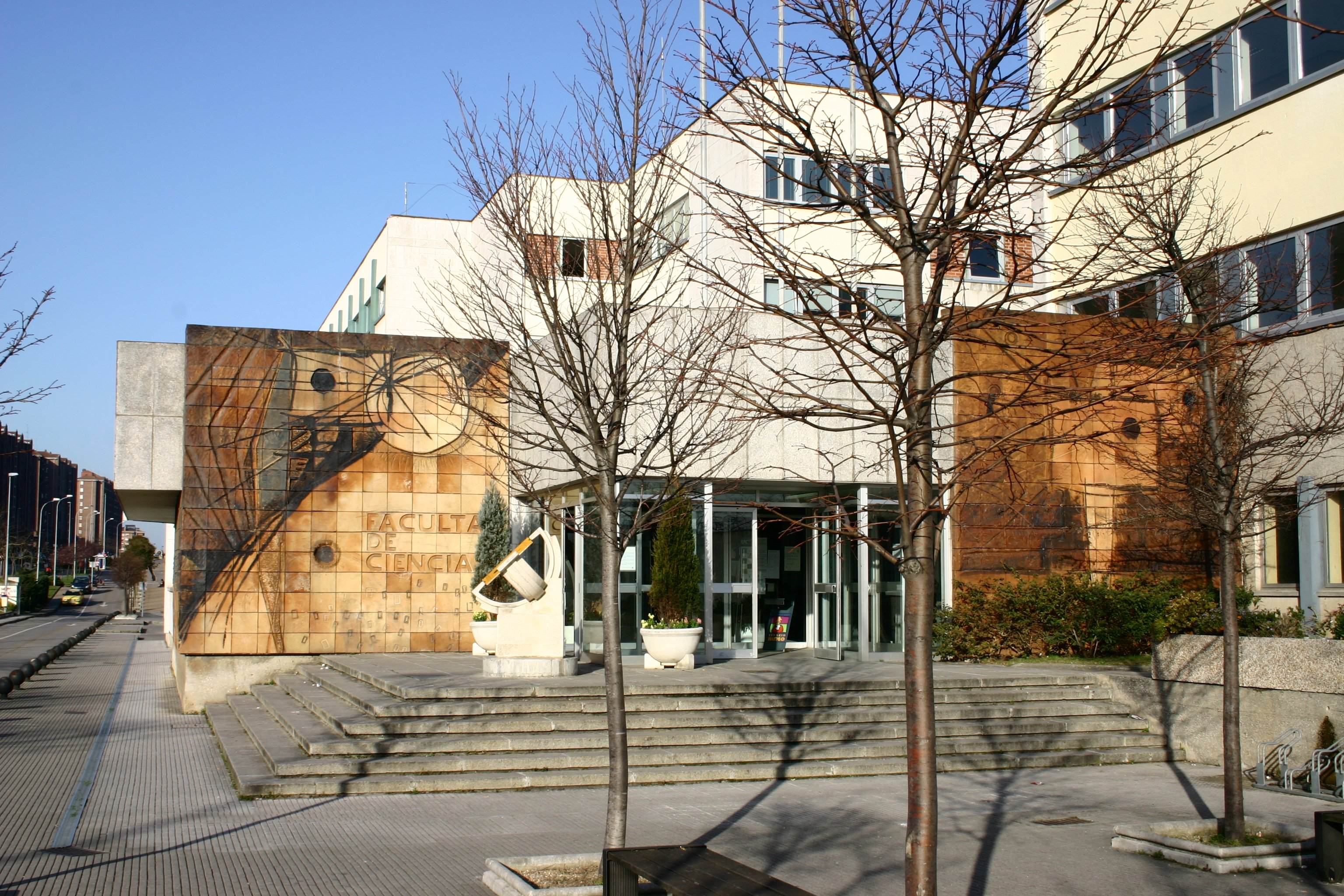
Mural de cerámica vidriada en la Facultad de Ciencias de la Universidad de Cantabria, creado por de Miguel Vázquez entre 1972 y 1973.

Miguel Vázquez Pesquera (Santander, 1921 - idem, 4 de septiembre de 2010) fue un pintor, escultor y ceramista español, precursor de lo que se ha llamado «cerámica de autor» .
Inició su trayectoria artística en la pintura y se introdujo después en la escultura y la cerámica. Era discípulo de Flavio San Román, del que recibió clases de dibujo artístico en el Ateneo Popular de Santander, y compañero de Ibarrola. Compartió su primer estudio con el fotógrafo Ángel de la Hoz.
Fue encarcelado en 1960 por comunista y ateo junto al escultor Pablo Palazuelo y convivió en la prisión de Burgos con intelectuales de izquierdas como Agustín Ibarrola, José Agustín Goytisolo y Marcos Ana.
Expuso en distintas salas del país, donde mostró sus pinturas, collages cerámicos, vasijas y otras piezas. Además, parte de su obra se puede ver en sedes de instituciones culturales, como los murales de refractario del Centro Cultural de Caja Cantabria o de la Universidad de Cantabria.
También formó parte del Grupo Cagiga, creado en el año 1978 junto a Rafa Gallo, Cecilio Testón, Ángel de la Hoz y Fernando Zamanillo, colectivo con el que compartió una exposición en el Palacio de Congresos de Madrid.